# Federazione italiana discipline armi sportive da caccia
La Federazione Italiana Discipline Armi Sportive da Caccia (FIDASC) è la federazione sportiva italiana che governa le discipline connesse alle armi da caccia, ma che vietano rigorosamente l'uccisione di animali, condizione necessaria per poter far parte del Comitato olimpico nazionale italiano, in quanto il Comitato Olimpico Internazionale non riconosce la caccia come sport.

## Discipline
Le discipline previste sono:
- Cinofilia
- Sporting
- Tiro a palla (Paintball)
- Tiro di campagna
- Tiro combinato da caccia
- Tiro con l'arco da caccia

### Cinofilia sportiva
Specialità di cinofilia sportiva gestite:
- Agility
- Disc dog
- Dog Balance
- Dog Trail
- Dog Triathlon
- Hoopers
- Mantrailing
- Nosework
- Obedience
- Rally-obedience
- Retriever Sport
- Ricerca Tartufo
- Sheepdog
- Sport acquatici
- Treibball
- Ipo Delta
- Freestyle
- Protezione civile Sportiva

## Affiliazioni internazionali
- Fédération Internationale de Tir aux Armes Sportives (FITASC)
- Federaciones Deportivas de Caza y Tiro (FEDECAT), per le discipline della cinofilia e del tiro con l'arco da caccia